# Selachochthonius cavernicola
Selachochthonius cavernicola är en spindeldjursart som först beskrevs av Lawrence 1935.  Selachochthonius cavernicola ingår i släktet Selachochthonius och familjen käkklokrypare. Inga underarter finns listade i Catalogue of Life.